# 江南市立古知野西小学校
江南市立古知野西小学校（こうなんしりつ こちのにししょうがっこう）は愛知県江南市東野町にある公立の小学校。通称「古西」（こにし）

## 沿革
- 1873年（明治6年）9月17日 - 丹羽郡東野村に東明学校が開校。民家を仮校舎とする。東野村の児童が通学する。
- 1874年（明治7年）9月 - 校舎を新築し、移転。
- 1876年（明治9年） - 東野学校に改称する。
- 1886年（明治19年） - 尋常小学東野学校に改称する。瀬部学校を統合し、校区は東野村、島宮村、上奈良村、瀬部村。
- 1889年（明治22年）10月1日 - 上奈良村、島宮村、瀬部村が合併し、豊原村となる。
- 1892年（明治25年）10月 -
  - 尋常小学東野学校が東野尋常小学校に改称する。校区は東野村。
  - 尋常小学東野学校から豊原尋常小学校が分立する。校区は豊原村。
- 1893年（明治26年）11月18日 - 豊原村の一部（上奈良・島宮）が分離し、東野村に編入される。上奈良、島宮は豊原尋常小学校から東野尋常小学校に移る。
- 1904年（明治37年）12月 - 校舎を新築し、移転。
- 1906年（明治39年）5月1日 - 古知野町、両高屋村、旭村、和勝村、東野村及び栄村の一部、秋津村の一部と合併し、改めて古知野町が発足。
- 1907年（明治40年） - 古知野第四尋常小学校に改称する。
- 1910年（明治43年）11月 - 校舎を増築する。
- 1918年（大正7年） - 校舎を増築する。
- 1921年（大正10年）
  - 3月25日 - 高等科を設置し、古知野第四尋常高等小学校に改称する。校舎を増築する。
  - 4月15日 - 古知野西尋常高等小学校に改称する。
- 1941年（昭和16年）4月1日 - 愛知県丹羽郡古知野町立古知野町西国民学校に改称する。
- 1947年（昭和22年）4月1日 - 古知野町立古知野西小学校に改称する。
- 1954年（昭和29年）6月1日 - 丹羽郡古知野町、布袋町、葉栗郡宮田町、草井村が合併し、江南市が発足。同時に江南市立古知野西小学校に改称する。
- 1968年（昭和43年） - 新校舎（鉄筋コンクリート造3階建）が完成する。
- 1970年（昭和45年） - 体育館が完成する。
- 1973年（昭和48年） - 校舎（鉄筋コンクリート造3階建）を増築する。
- 1983年（昭和58年） - 校舎（鉄筋コンクリート造3階建）を増築する。
- 1988年（昭和63年） - プールが完成する。

## 通学区域
- 上奈良町（錦の一部を除く）、東野町（岩見を除く）、島宮町[1]。

## 進学先中学校
- 江南市立西部中

## 交通アクセス
- 名鉄バス「東野」バス停より徒歩約3分。

名鉄名古屋本線・尾西線・JR東海尾張一宮駅より、名鉄一宮駅バスターミナルから40系統（江南団地C線）「江南団地」行、41系統（古知野線）「江南駅」（大山町経由）行。
名鉄犬山線江南駅から40系統「名鉄一宮駅」（大山町経由）行。
江南駅からは徒歩約30分かかる。

## 周辺施設
- 江南市立西部中学校
- 滝中学校・高等学校
- ヴィアモール江南（アピタ江南西店）
- 平和堂江南店
- 綿半ホームエイド江南店